# Maocyon
Maocyon — викопний рід гієнодонтів, що жив у Китаї в еоценову епоху, приблизно 38—34 млн років тому. Наразі це монотипний рід, який містить єдиний вид — M. peregrinus. Єдина відома на сьогодні знахідка, частково збережений череп із пов'язаною нижньою щелепою. Маса тіла якого могла бути ~40 кг. Зубний ряд все ще відносно примітивний для групи, але демонструє наближення до гіперм'ясоїдності, що виражається в регресії окремих горбків на жувальних поверхнях молярів. Відповідно, тварини могли бути переважно м'ясоїдними.